# Молодилов
Молодилов (укр. Молодилів) — село в Отынийской поселковой общине Коломыйского района Ивано-Франковской области Украины.
Население по переписи 2001 года составляло 353 человека. Занимает площадь 3,587 км². Почтовый индекс — 78232. Телефонный код — 03433.